# Rostislav Čevela (fotbalista)
Rostislav Čevela (14. listopadu 1953 - ) byl český fotbalista, obránce.

## Fotbalová kariéra
Hrál za TJ Vítkovice. V československé lize nastoupil v 88 utkáních a dal 1 gól. Ve Vítkovicích skončil před mistrovskou sezónou 1985-86.

## Ligová bilance
| Ročník                                   | Zápasy | Góly | Klub         |
| ---------------------------------------- | ------ | ---- | ------------ |
| 2. československá fotbalová liga 1974/75 | -      | -    | TJ VŽKG      |
| Česká národní fotbalová liga 1978/79     | -      | -    | TJ Vítkovice |
| Česká národní fotbalová liga 1979/80     | -      | -    | TJ Vítkovice |
| Česká národní fotbalová liga 1980/81     | -      | 0    | TJ Vítkovice |
| 1. československá fotbalová liga 1981/82 | 25     | 0    | TJ Vítkovice |
| 1. československá fotbalová liga 1982/83 | 23     | 0    | TJ Vítkovice |
| 1. československá fotbalová liga 1983/84 | 26     | 1    | TJ Vítkovice |
| 1. československá fotbalová liga 1984/85 | 14     | 0    | TJ Vítkovice |
| CELKEM 1. liga                           | 88     | 1    |              |